# Ancienne gare de Strasbourg
L’ancienne gare de Strasbourg, parfois appelée « gare du Marais-Vert », était une gare ferroviaire située dans le quartier du Marais-Vert, à proximité directe du centre historique de Strasbourg. 
Mise en service en 1846, elle est fermée au service voyageurs en 1883 à la suite de la construction de la nouvelle gare. L'ancien bâtiment voyageurs est alors utilisé comme marché couvert, puis détruit en 1974.
Elle se trouvait à l'emplacement de l'actuel centre commercial Place des Halles.

## Histoire

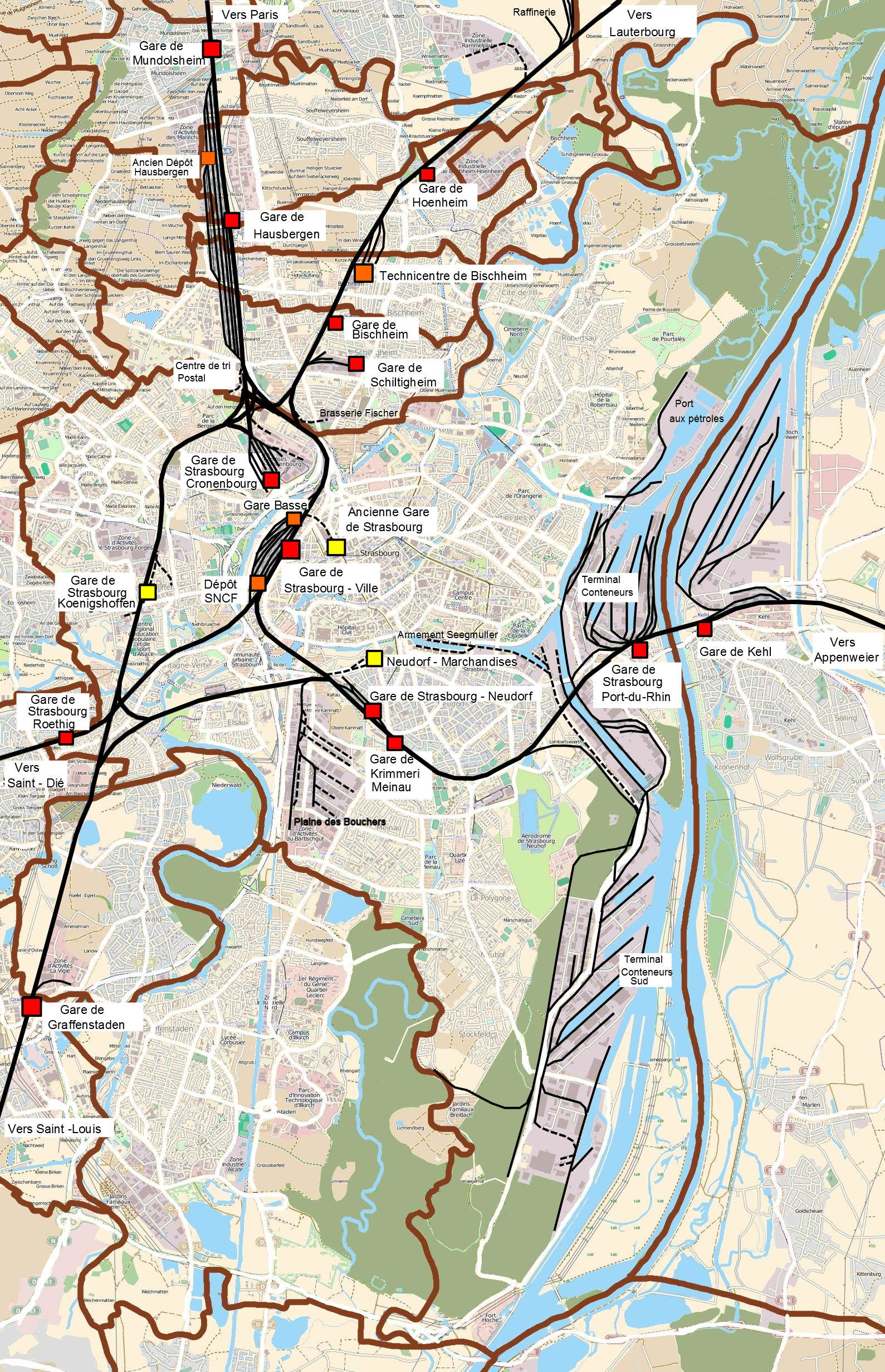
Plan du système ferroviaire de Strasbourg.

### Le débarcadère de Koenigshoffen (1841-1846)
Le « débarcadère » provisoire de Koenigshoffen, situé à l'extérieur des fortifications de Strasbourg, est mis en service le 1er mai 1841 par la Compagnie du chemin de fer de Strasbourg à Bâle lorsqu'elle ouvre le tronçon de Strasbourg (Koenigshoffen) à Benfeld de sa future ligne de Strasbourg à Bâle.

### L’ancienne gare de Strasbourg (1846-1883)
Le débarcadère de Koenigshoffen étant excentré et situé hors des fortifications de la ville, il est rapidement décidé de construire une nouvelle gare intra-muros. C'est le site dit du Marais-Vert, au nord du fossé du Faux-Rempart entre les faubourgs de Saverne et de Pierre, qui est choisi.
La gare y est alors transférée le 11 juillet 1846. À cet effet, un tunnel est percé dans les remparts de Vauban. Cependant le bâtiment voyageurs n'est pas encore construit. 
Le 29 mai 1851, la section entre Sarrebourg et Strasbourg de la future ligne Paris – Strasbourg est mise en service par la Compagnie du chemin de fer de Paris à Strasbourg. Un an plus tard, le 12 août 1852, c'est au tour du tronçon entre Nancy et Sarrebourg d'être inauguré par la même compagnie. Ladite ligne est alors entièrement ouverte.
La ligne de Paris à Strasbourg est inaugurée dans son intégralité le 18 juillet 1852. À cette occasion, la gare est inaugurée par Louis-Napoléon Bonaparte bien que les travaux ne soient pas terminés. Le bâtiment voyageurs, réalisé par l'architecte Jean-André Weyer (1805-1865), est achevé en 1854.
Construite sur le modèle des gares parisiennes, la gare est configurée en cul-de-sac. Sa situation au bord du fossé du Faux-Rempart facilite le transport des marchandises qui, à cette époque, se faisait davantage par voie fluviale pour les marchandises lourdes ou volumineuses. Le bâtiment voyageurs se situait à l'angle de la rue de Sébastopol et du quai Kléber ; à l'arrière de celui-ci, se trouvaient des halles et des entrepôts en bois utilisés pour le transport des marchandises. 
Le 21 janvier 1854, la Compagnie des chemins de fer de l'Est succède à la Compagnie du chemin de fer de Strasbourg à Bâle et à la Compagnie du chemin de fer de Paris à Strasbourg.
La liaison ferroviaire vers l'Allemagne débute le 11 mai 1861, avec l'inauguration du pont de Kehl.
La Compagnie des chemins de fer de l'Est, issue de la fusion des diverses compagnies ferroviaires de l'Est de la France (dont les compagnies Paris – Strasbourg et Strasbourg – Bâle, le 20 avril 1854), inaugure la ligne entre Strasbourg et Barr (via Molsheim) le 28 septembre 1864.

L’ancienne gare au XIXe siècle
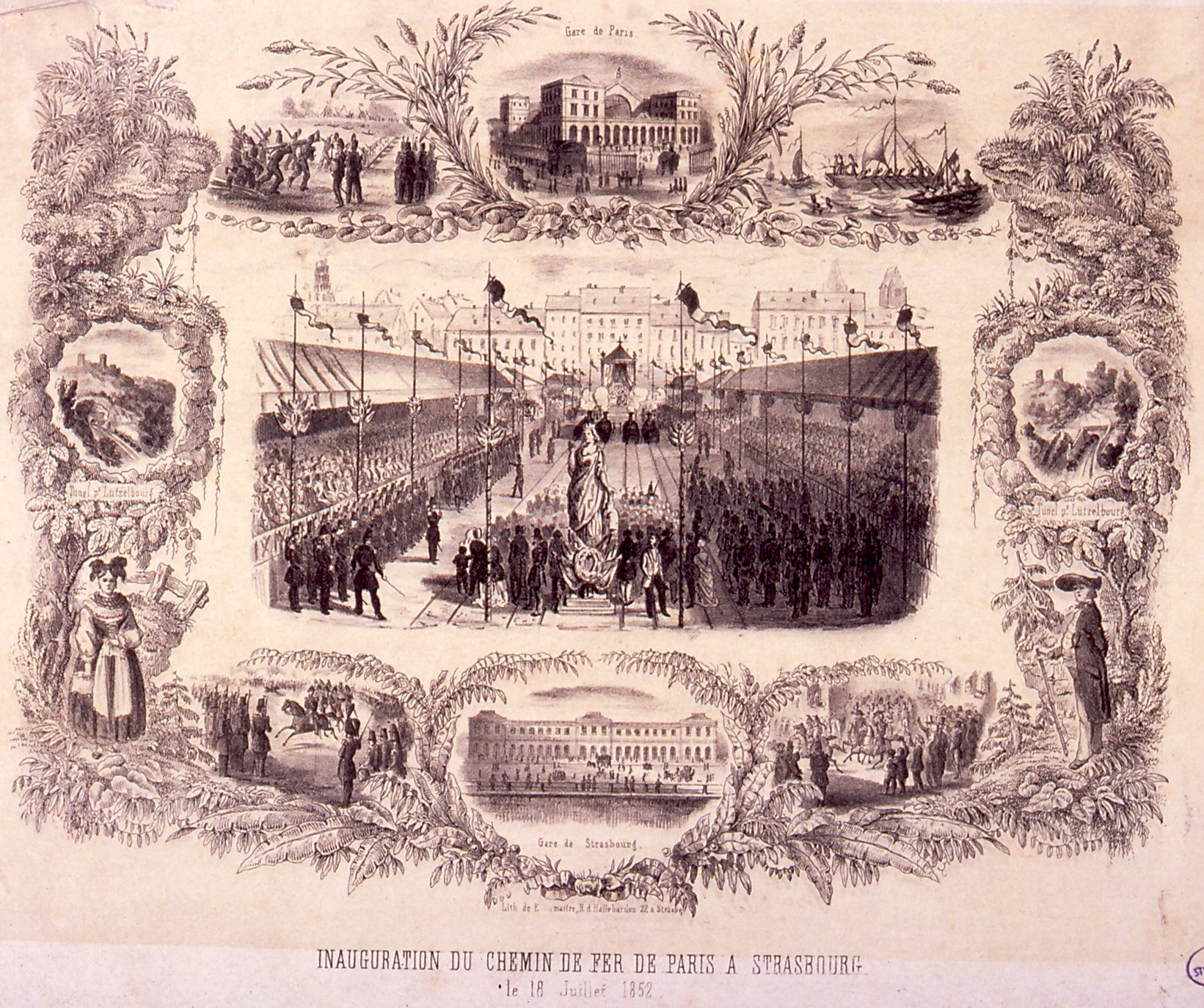
Inauguration de la ligne Paris-Strasbourg, 18 juillet 1852.
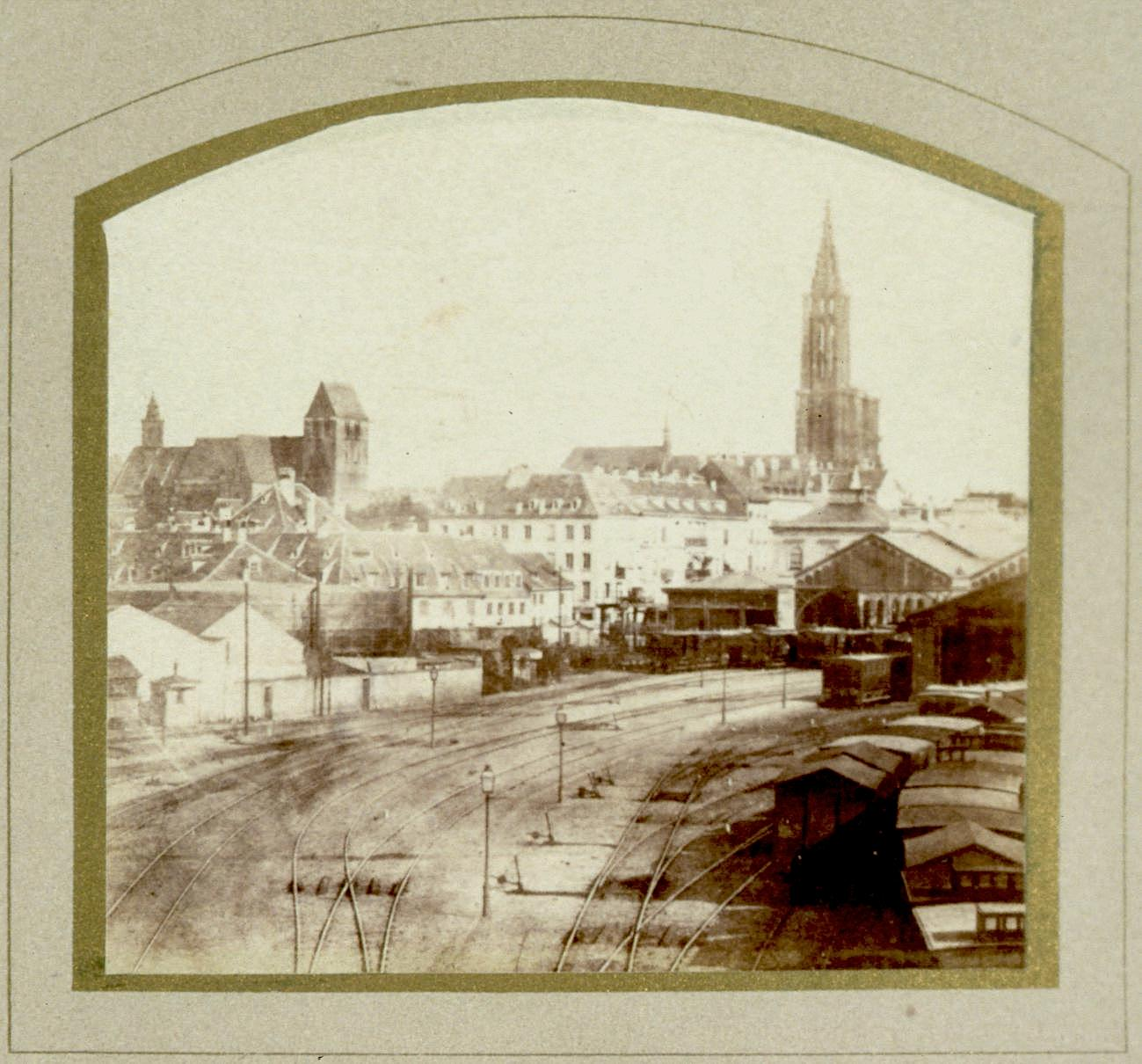
L’ancienne gare de Strasbourg, vue générale vers 1869. – Coll. Bibliothèque nationale et universitaire de Strasbourg.
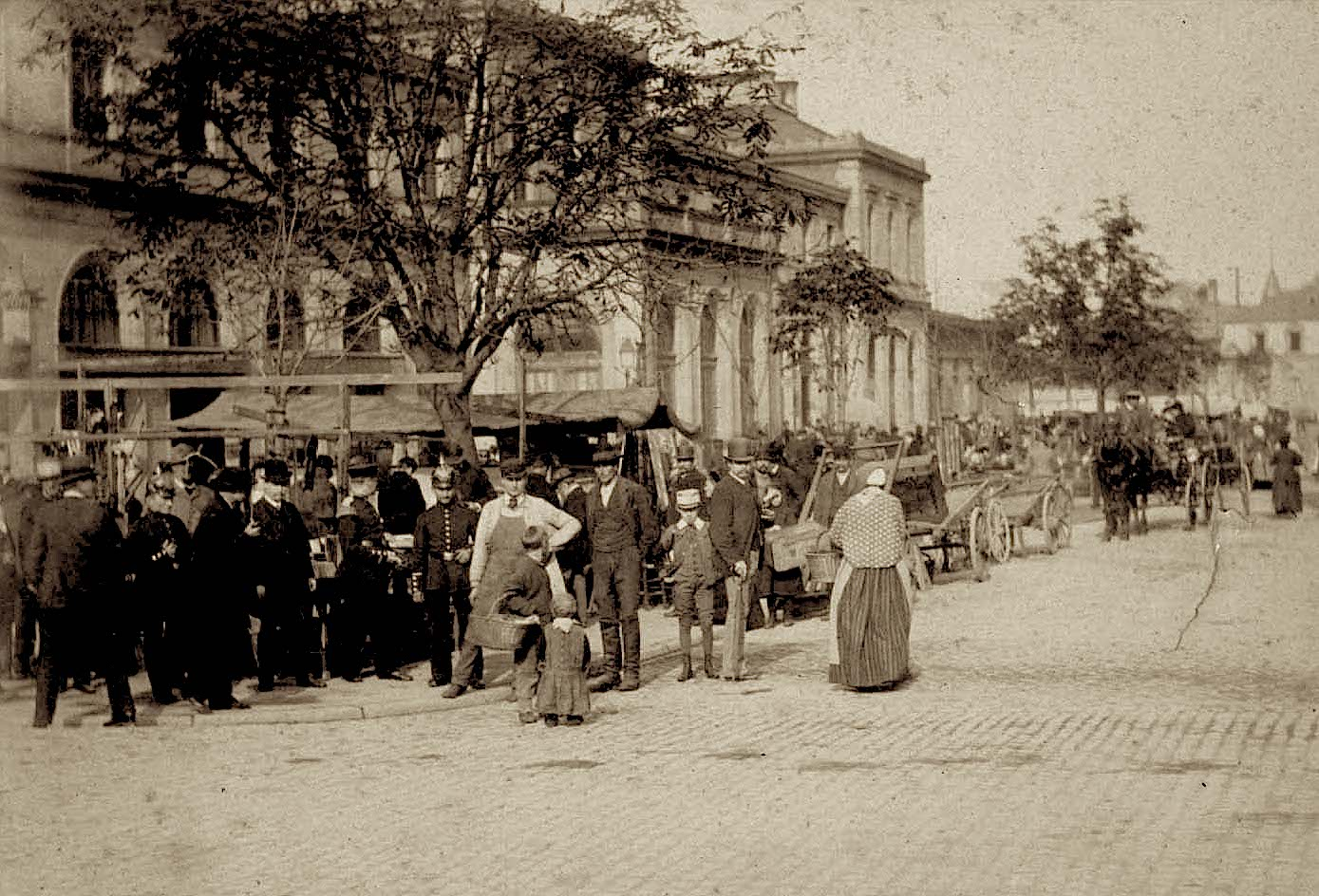
Marché aux puces le long de la rue Sébastopol, vers 1885. – Coll. Bibliothèque nationale et universitaire de Strasbourg.

Vers 1868-1870, des Strasbourgeois demandent au maire de couvrir la portion du fossé du Faux-Rempart située en face de la gare (entre le pont de Saverne et le pont de la Gare) afin d'y construire un marché couvert. Les habitants mettent en avant la proximité immédiate avec le chemin de fer. Le projet ne sera jamais réalisé.
La gare est lourdement endommagée après les bombardements de la guerre franco-allemande de 1870.
En 1871, elle entre dans le réseau de la Direction générale impériale des chemins de fer d'Alsace-Lorraine (EL) à la suite de la défaite française lors de la guerre de 1870 et de l'annexion de l'Alsace-Lorraine. Un changement de train s'avère dès lors nécessaire pour relier Paris, qui s'effectue à partir de 1875 à la gare frontière de Nouvel-Avricourt.
La ligne de Strasbourg à Lauterbourg est ouverte le 25 juillet 1876.
Strasbourg devient la capitale du Reichsland Elsaß-Lothringen. Les autorités allemandes lancent alors un vaste plan d'urbanisme qui va permettre à la ville de tripler sa superficie (voir l'article « Neustadt »). La construction d'une nouvelle gare débute en 1878 afin de remplacer l'ancienne devenue trop petite.

### Reconversion en halle de marché (1883-1974)
La nouvelle gare (qui est la gare actuelle de Strasbourg) est mise en service en août 1883. Le bâtiment du quai Kléber perd ainsi la fonction pour laquelle il a été édifié. 
L'ancienne gare est transformée en marché couvert, prisé par les habitants de la ville. Le pont dit « de la Gare », situé devant l'édifice, prend alors le nom de pont du Marché qu'il porte aujourd'hui encore.

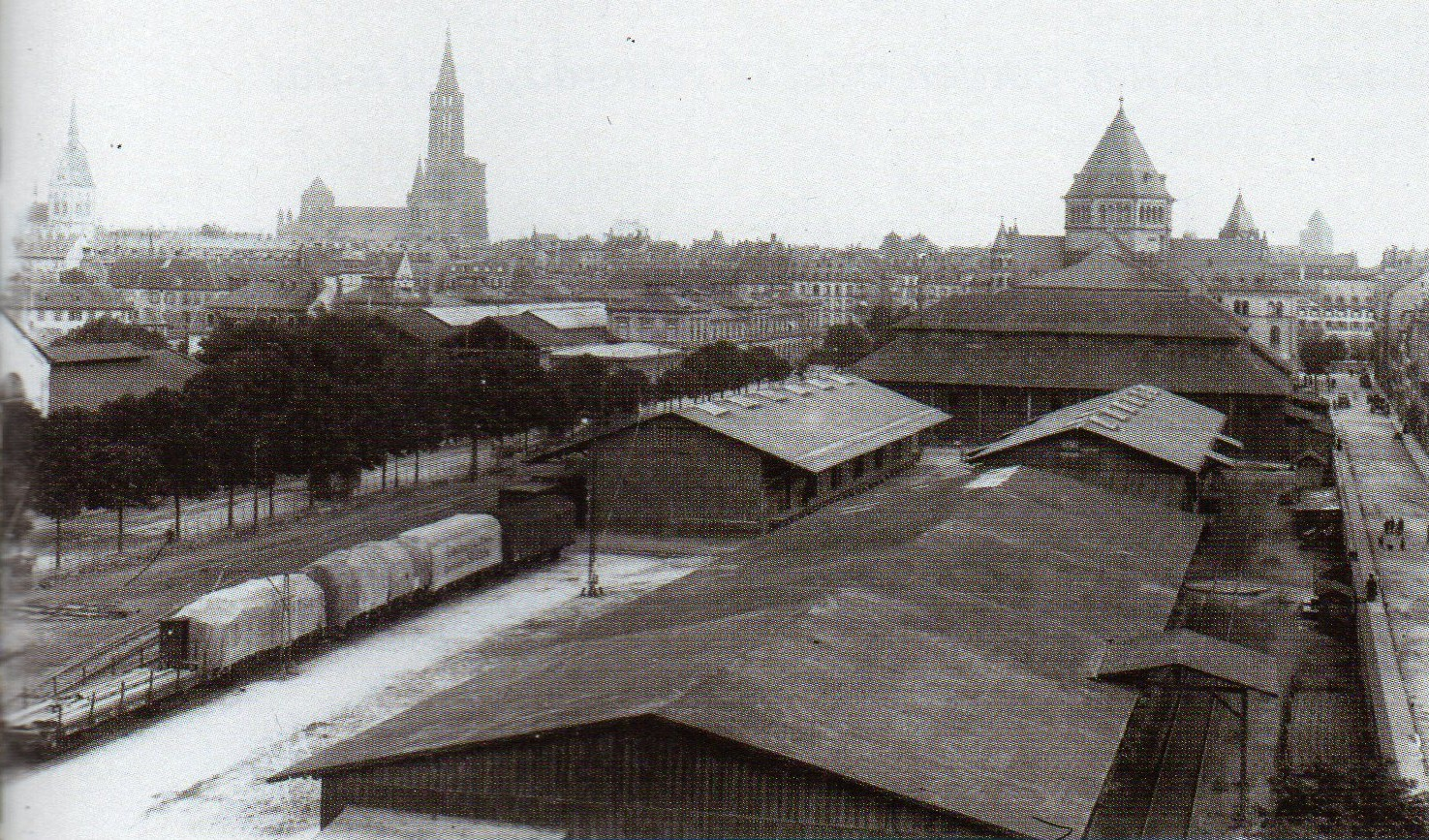
Arrière de l'ancienne gare de Strasbourg, vue depuis l'actuel boulevard du Président-Wilson.

Une activité ferroviaire est néanmoins maintenue avec des trains de marchandises qui desservent notamment le nouveau marché. Le site est intégré dans le complexe ferroviaire de Strasbourg en tant qu'« ancienne gare » et toujours embranché aux lignes principales. L'ancienne gare était également connectée au réseau du tramway de Strasbourg (à voie métrique) qui, en plus du transport de voyageurs, connaissait un important trafic de marchandises.
Le point de départ des tramways de l'ancien réseau suburbain à destination de Westhofen, Truchtersheim et Ottrott se trouvait près de l'ancienne gare.
Le buffet de la gare est maintenu dans ses locaux d'origine et abondamment fréquenté par des résistants entre 1940 et 1944.
Dès les années 1950, on y trouve également la gare routière. Un marché aux puces se tient le long de la rue de Sébastopol depuis ses origines. 
Le 18 octobre 1952, pour célébrer le centenaire de la ligne Paris – Strasbourg, une grande exposition avec du matériel ferroviaire d'époque est organisée sur le site.
Le marché de gros quitte le site le 1er décembre 1965, à la suite de l'ouverture du marché d'intérêt national de Cronenbourg.

### Démolition
Le marché couvert est fermé en 1973. Malgré une virulente campagne de protestation de la population strasbourgeoise, le bâtiment est finalement détruit au cours de l'année 1974. Il est remplacé par le vaste complexe commercial Place des Halles.
À ce sujet, l’historien de Strasbourg Georges Foessel, a écrit que « La démolition de l'immeuble sera pour Strasbourg une des erreurs des Trente Glorieuses ».
La petite rue reliant la rue du Marais-Vert et la rue des Halles, entre l'arrière du centre commercial et le parking Wilson, a été nommée rue de l'ancienne gare pour rappeler le passé du site.
Des vestiges des fondations du bâtiment sont mis au jour lors de fouilles réalisées dans le cadre de travaux de réaménagement de la rue de Sébastopol en 2025.
Les médaillons représentants les armes de différentes villes qui se trouvaient sur la façade du bâtiment voyageurs ont été conservés et se trouvent aujourd'hui sur le mur en contrebas du quai Kléber.

Les blasons des villes reliées à Strasbourg par le chemin de fer
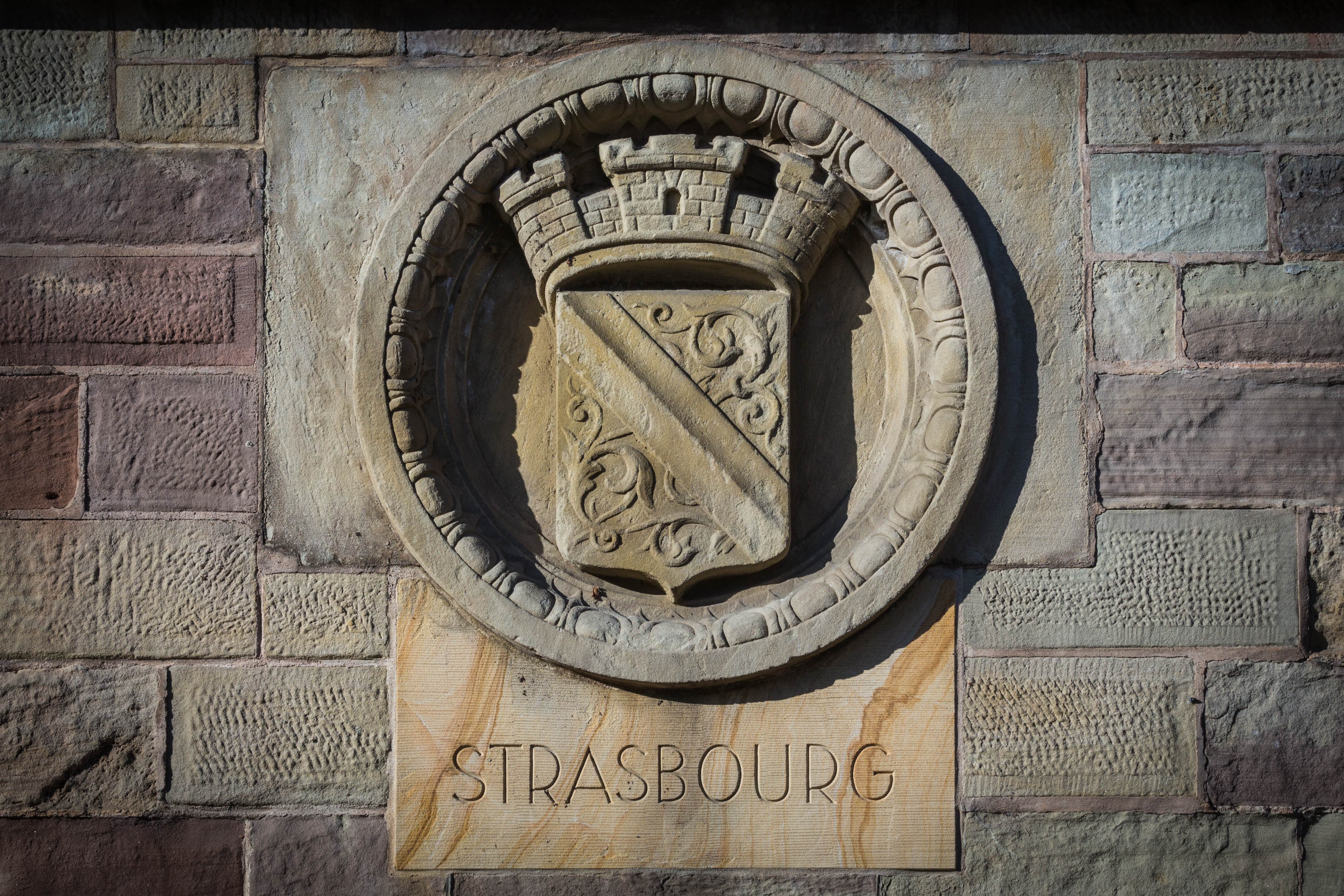
Ville de Strasbourg.
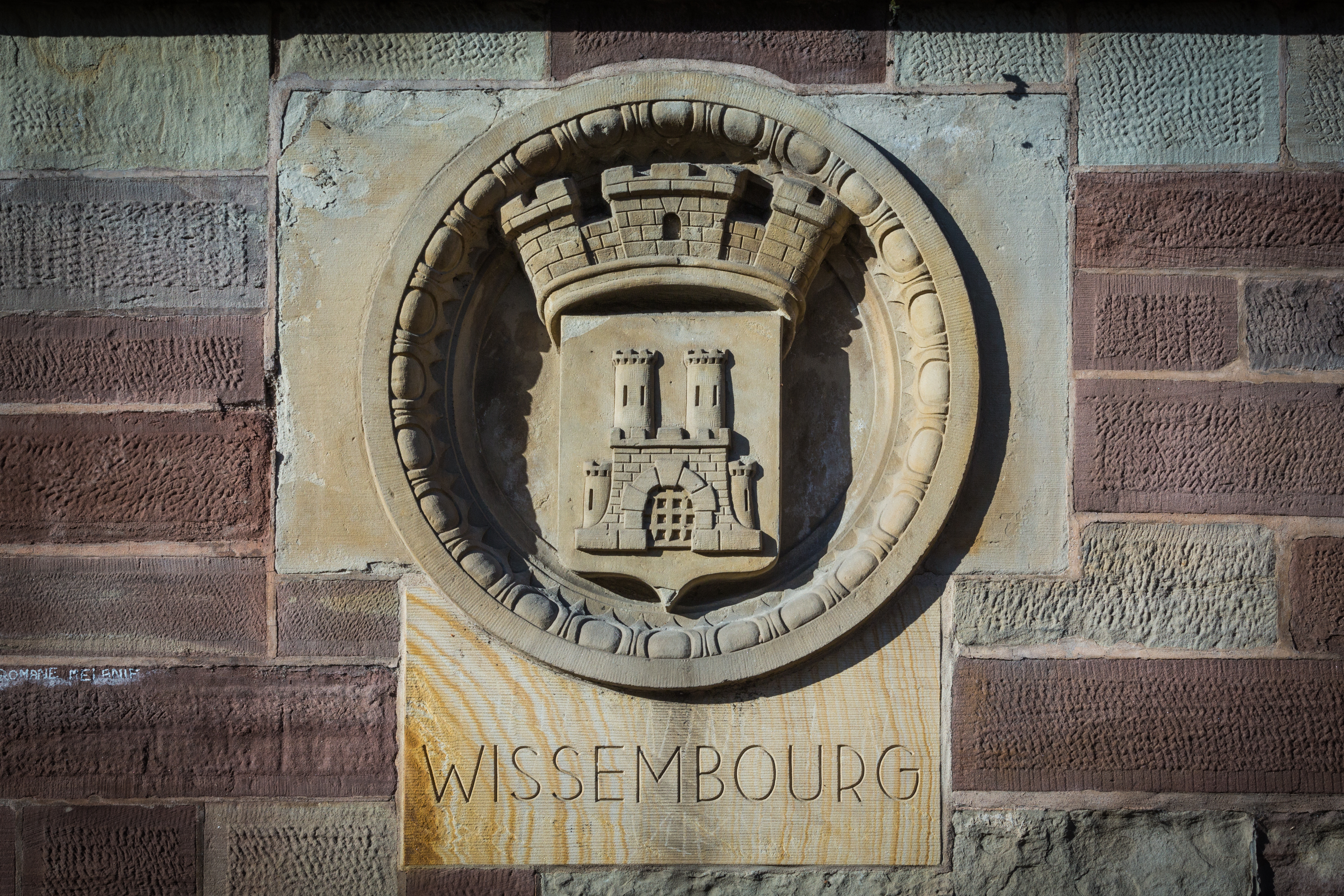
Ville de Wissembourg.
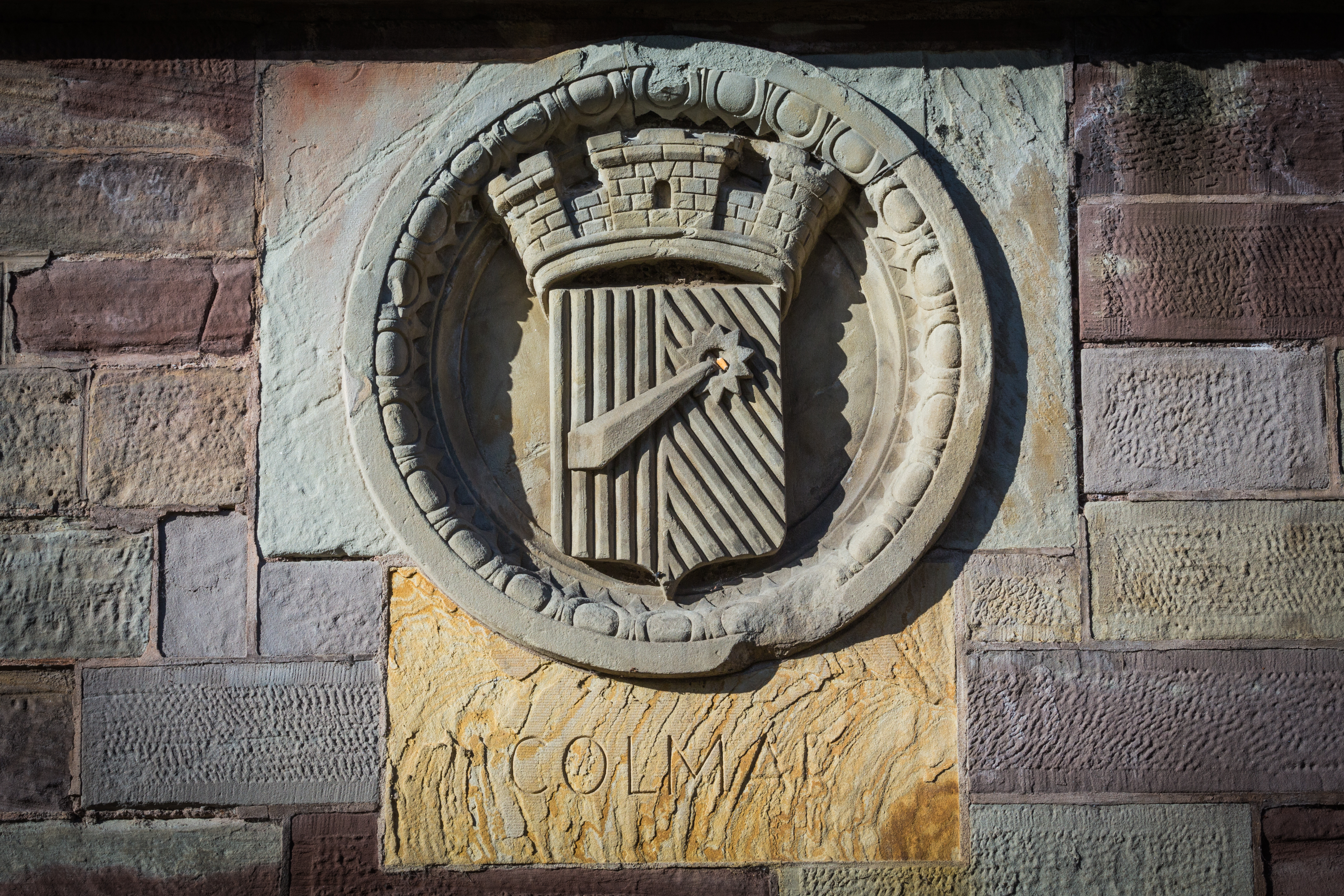
Ville de Colmar.
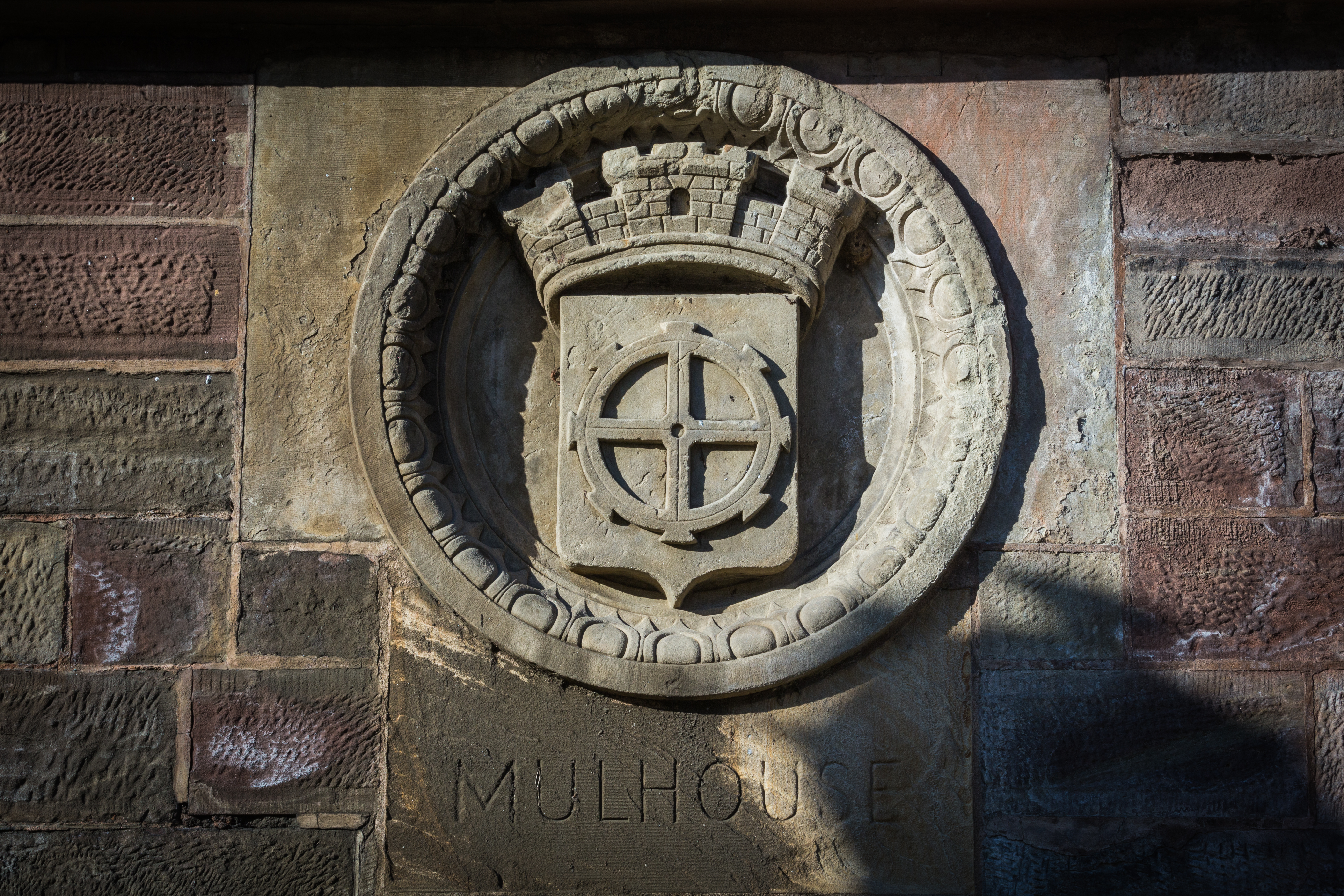
Ville de Mulhouse.
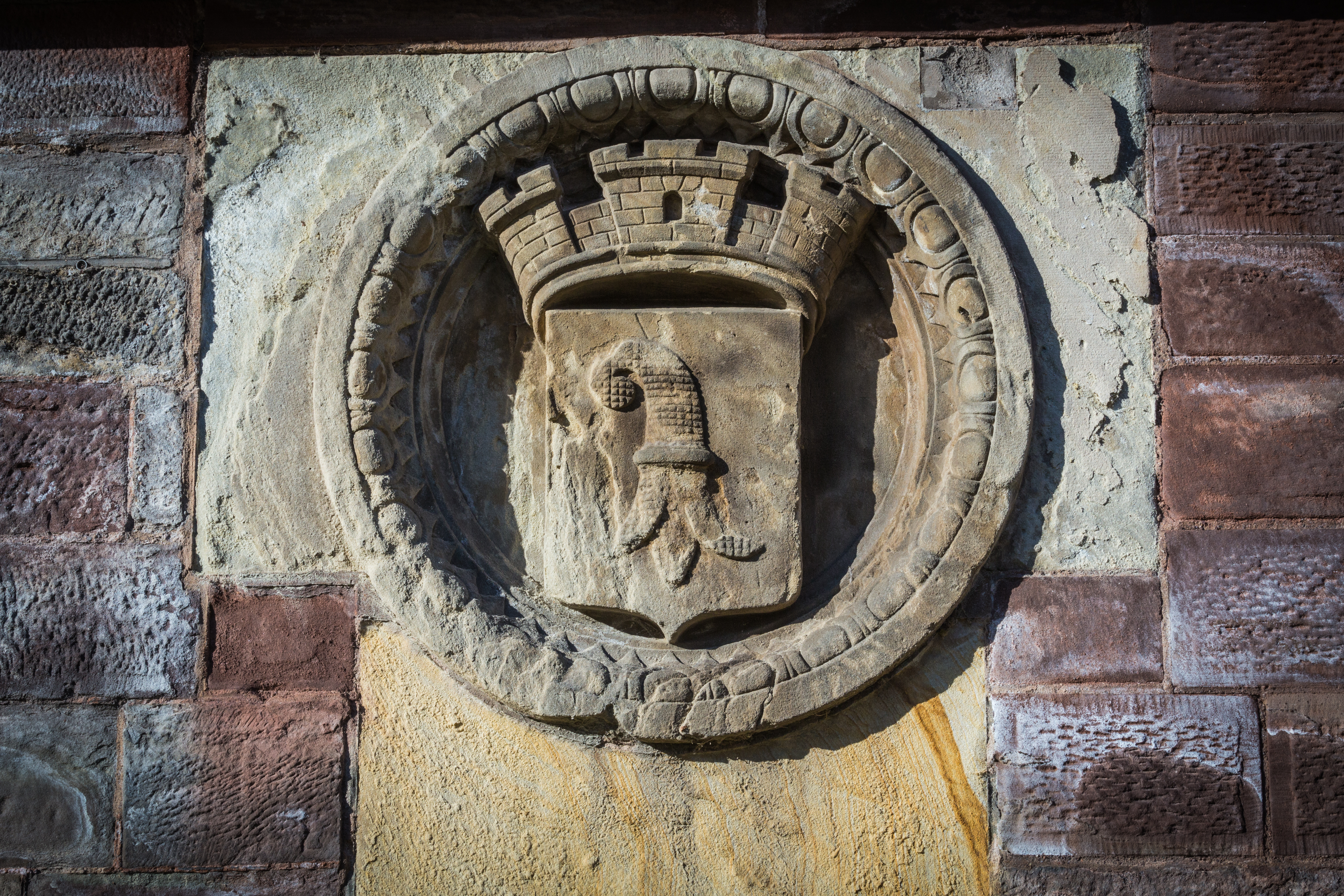
Ville de Bâle.
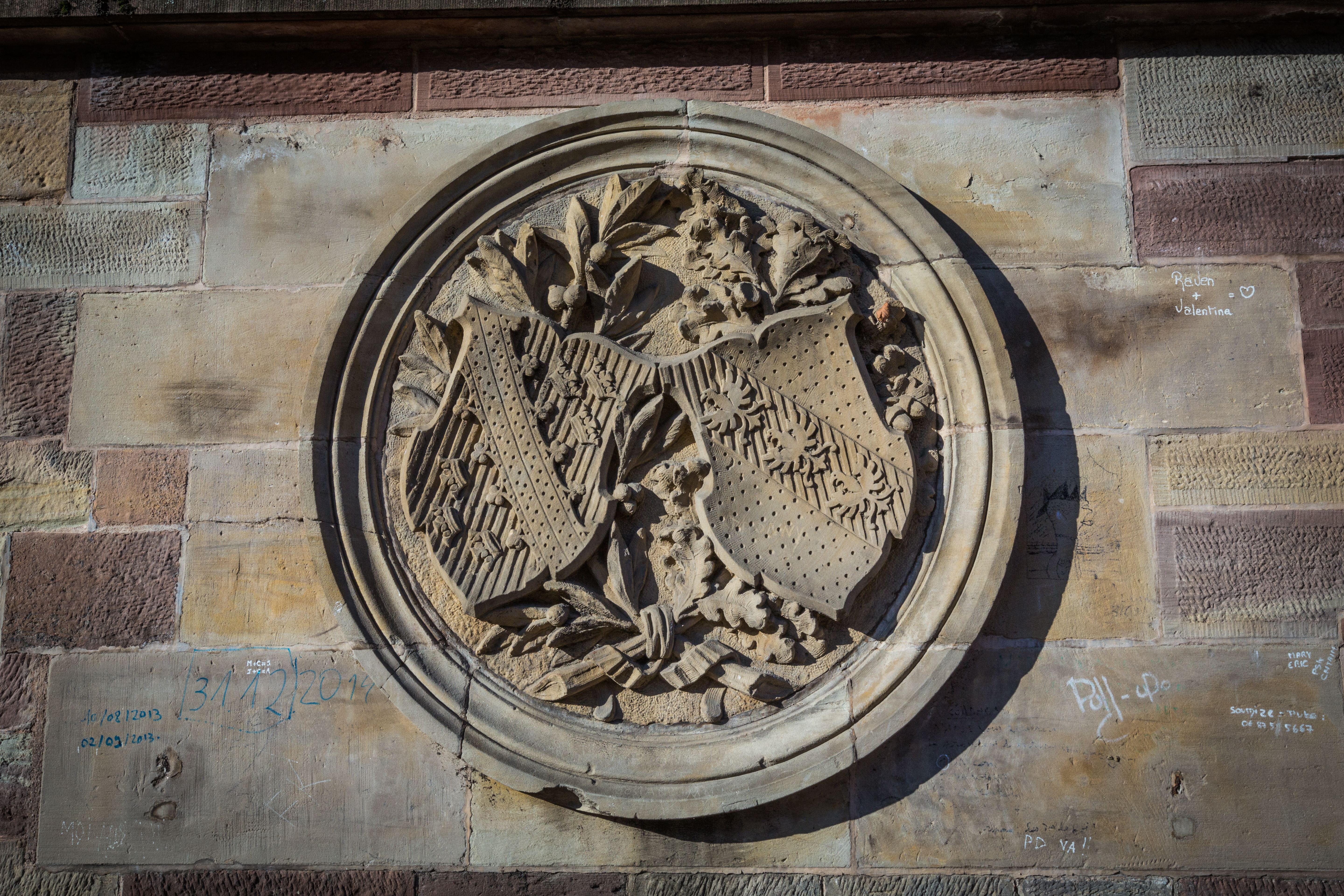
Provinces d’Alsace-Lorraine.
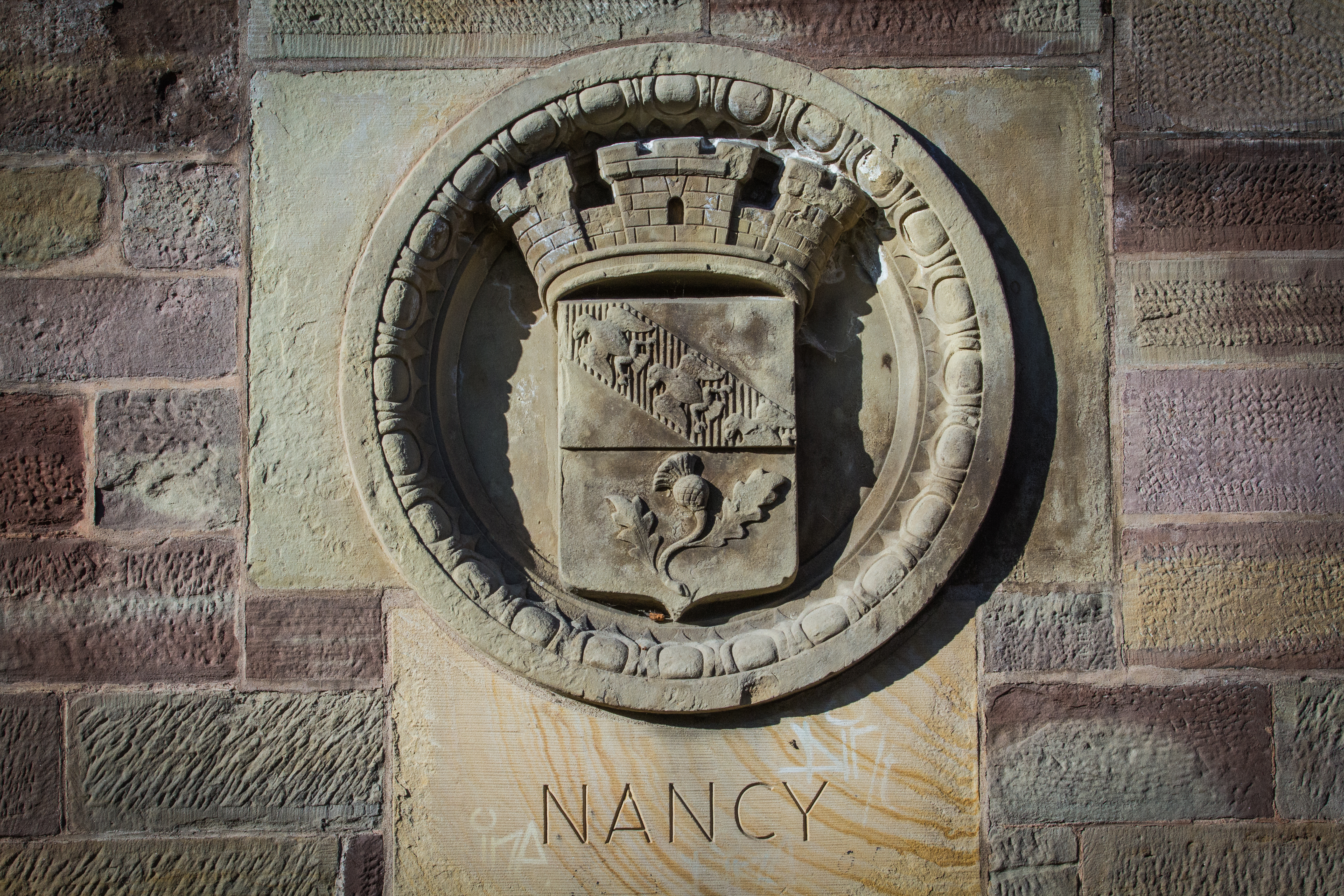
Ville de Nancy.
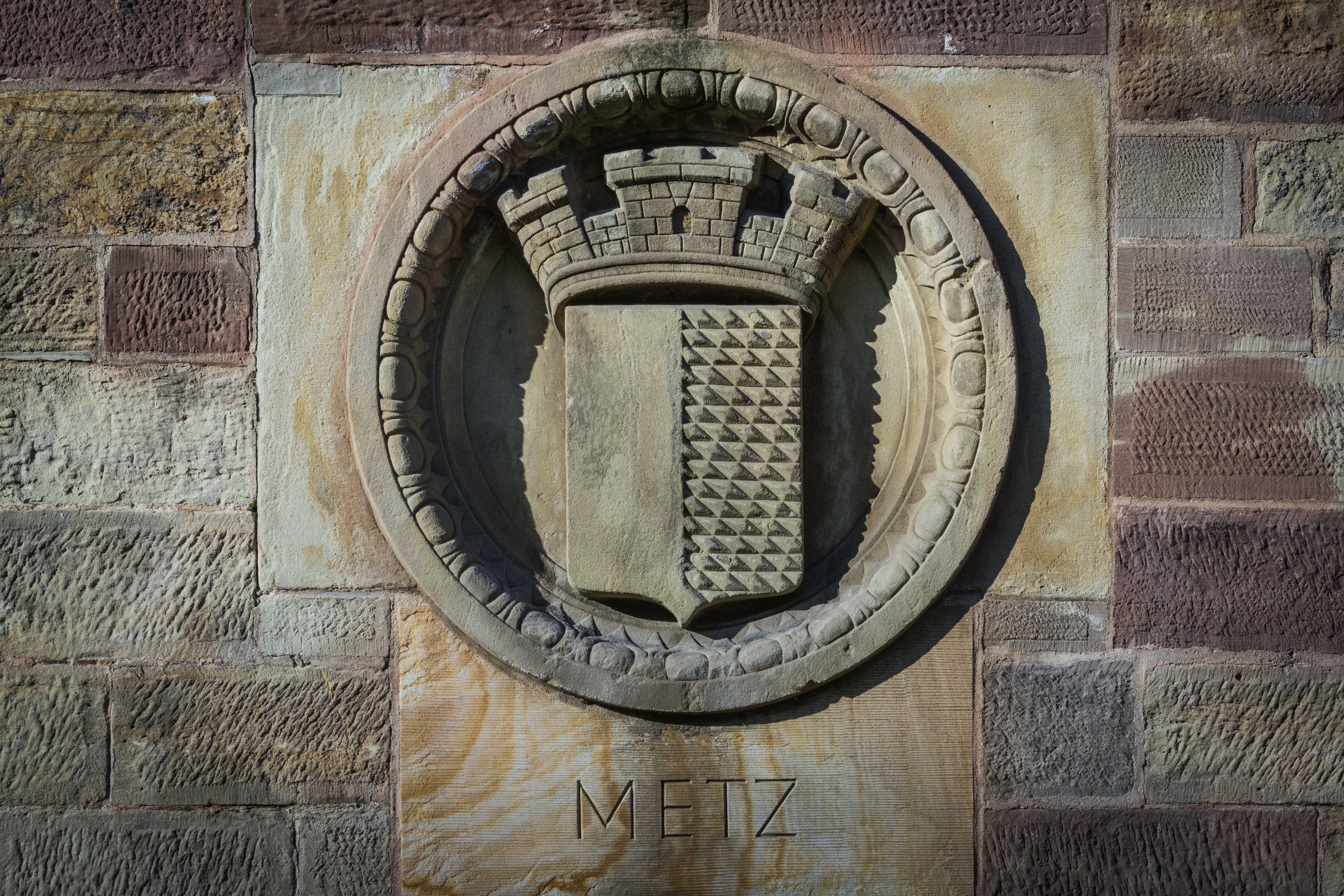
Ville de Metz.
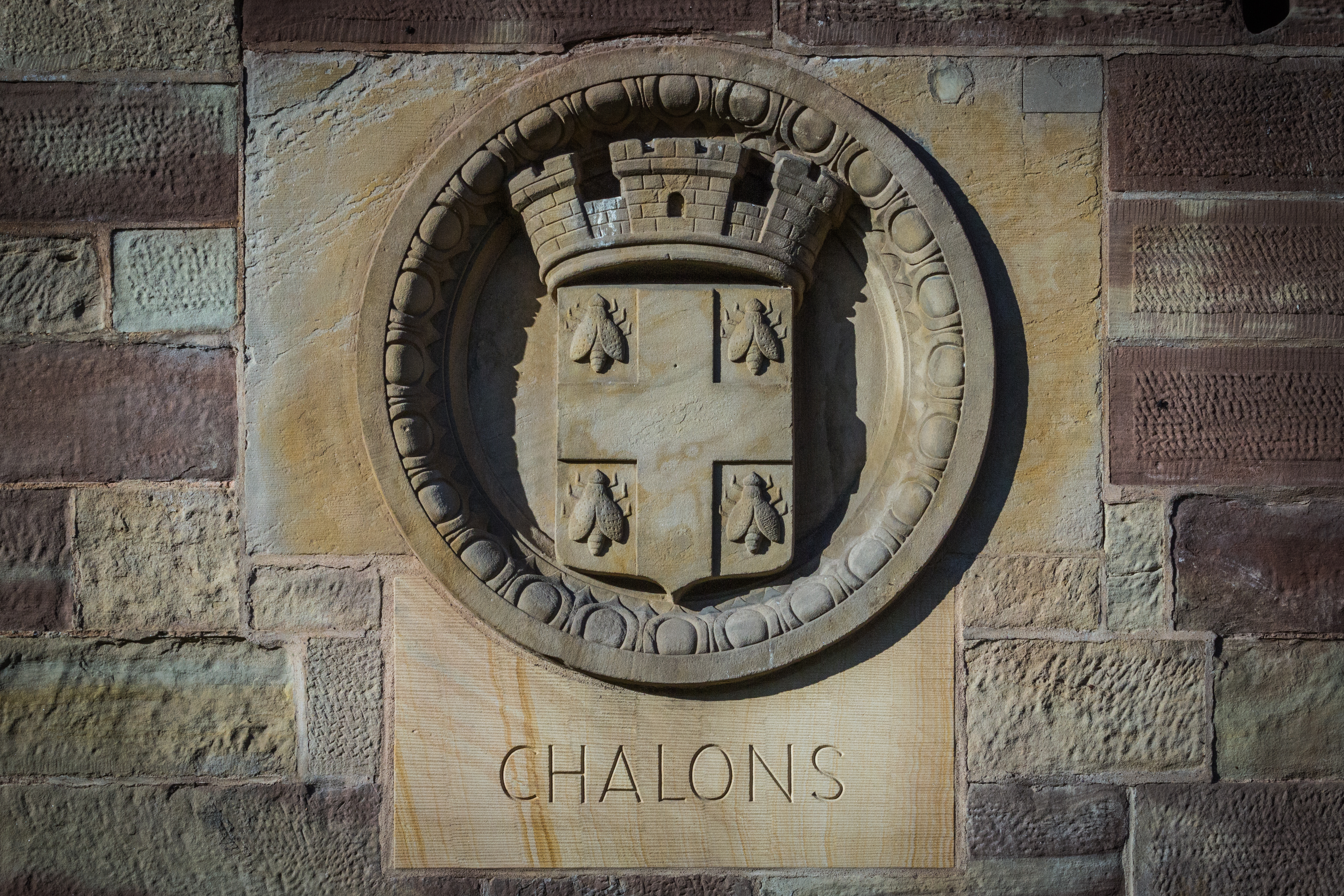
Ville de Châlons.
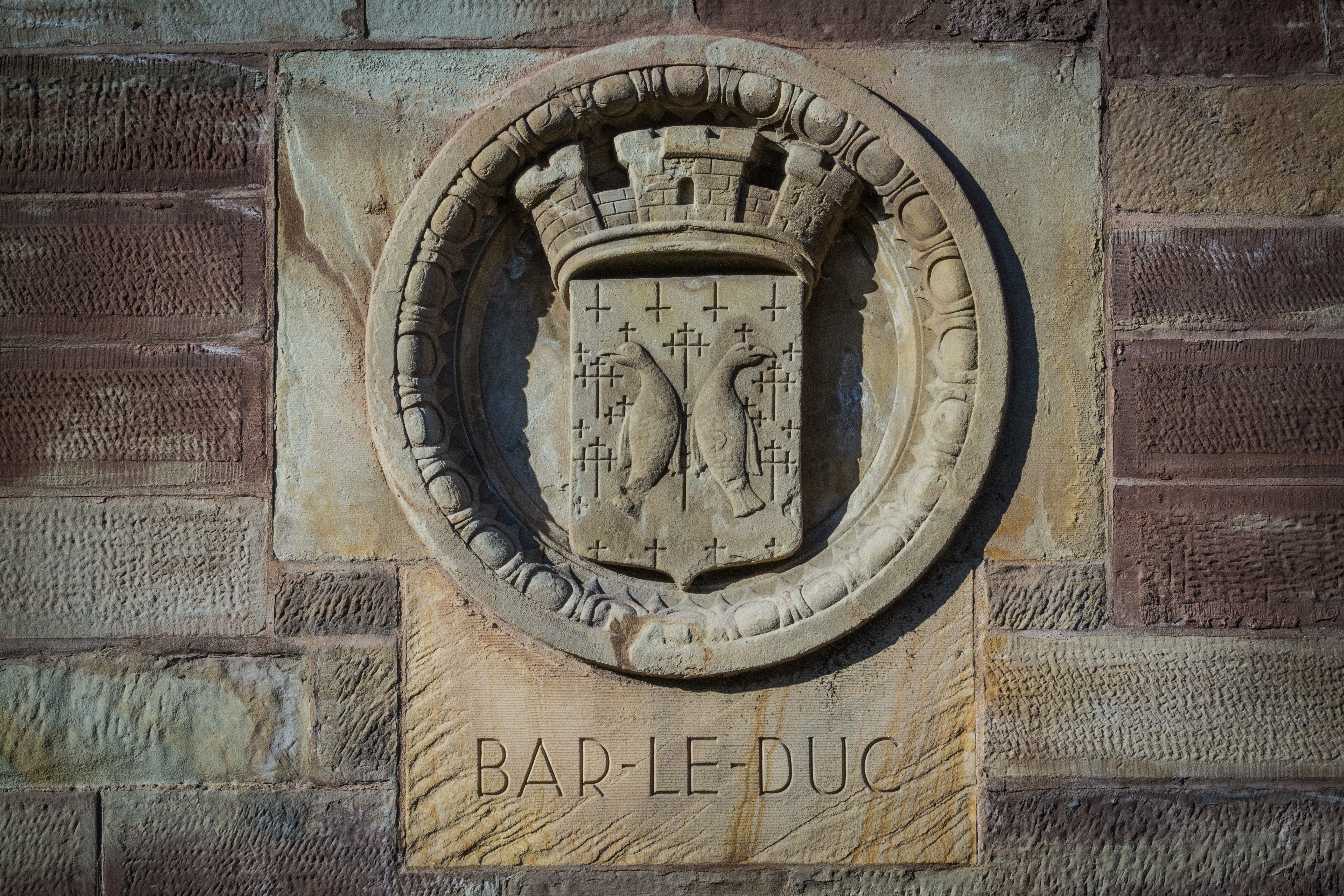
Ville de Bar-le-Duc.
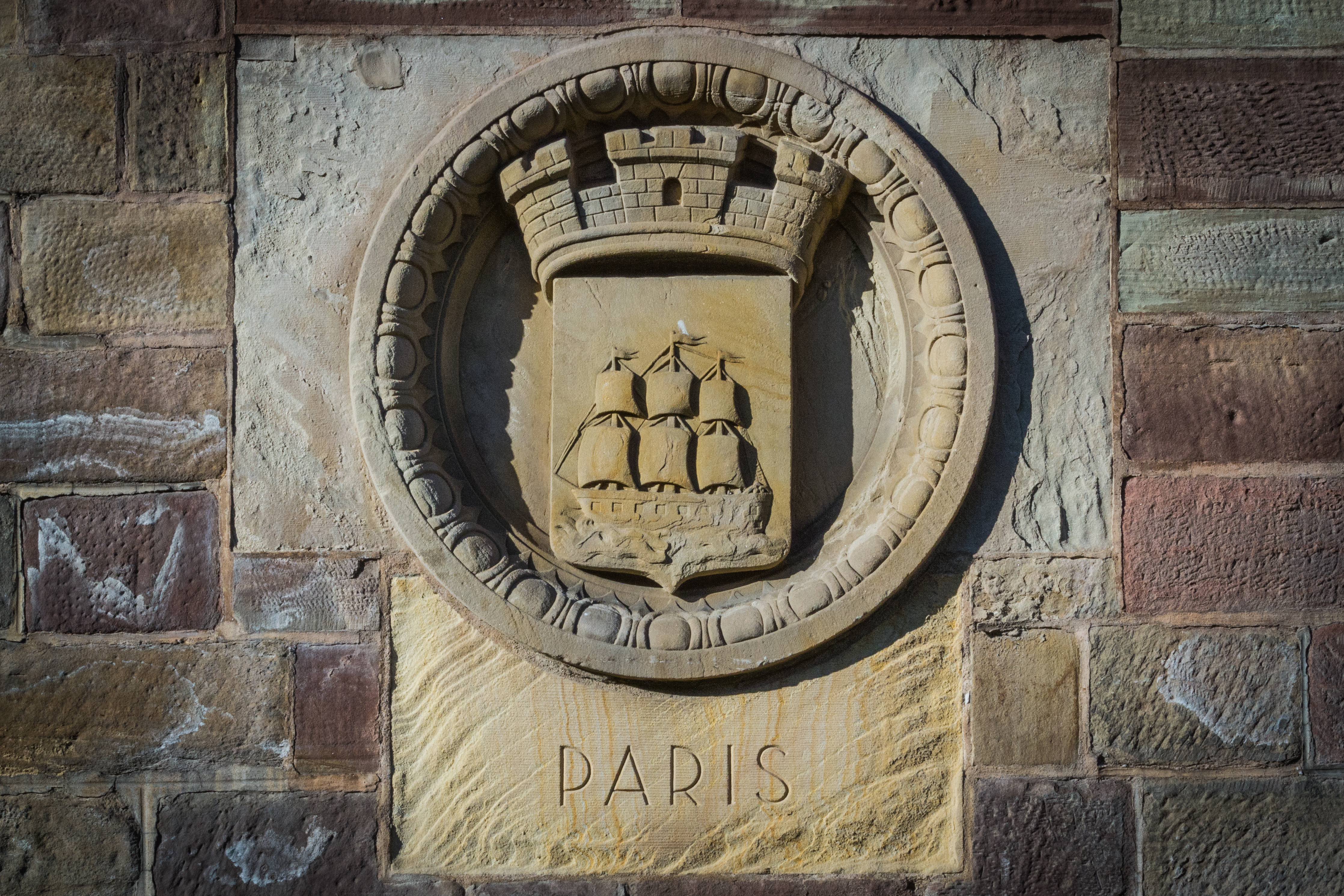
Ville de Paris.